# Ernst-Thälmann-Stadion
Le Ernst-Thälmann-Stadion, est un ancien stade omnisports allemand (servant principalement pour le football) situé dans la ville de Potsdam, dans le Brandebourg.
Le stade, doté de 15 000 places et inauguré en 1949, servait d'enceinte à domicile aux équipes de football du 1. FFC Turbine Potsdam, du SG Dynamo Potsdam et du SG Volkspolizei Potsdam.
Il porte le nom d'Ernst Thälmann, président du Parti communiste d'Allemagne (KPD) assassiné dans le camp de concentration de Buchenwald en 1944.

## Histoire
Après les importants dégâts subis dans la ville à la suite des bombardements de la fin de la Seconde Guerre mondiale en mai 1945, la municipalité de Potsdam décide de se doter de nouvelles installations sportives.
En 1948 débutent les travaux du stade sur l'ancien emplacement d'un jardin détruit par la guerre. Les décombres du centre-ville forment la base des murs des tribunes et des fondations.
La cérémonie d'ouverture a lieu le 3 juillet 1949 devant 20 000 spectateurs et en présence de Wilhelm Pieck (président du Parti socialiste unifié d'Allemagne (SED) et futur 1er président de la RDA) et de Rosa Thälmann (la veuve d'Ernst Thälmann).
Le stade, d'une capacité de 15 000 spectateurs (doté d'une piste de cendre de 400 mètres), est alors la première grande installation d'après-guerre construite en Allemagne de l'Est.
Le premier club à s'installer au stade est alors le SG Dynamo Potsdam (rebaptisé PSV Potsdam en 1990), suivi du Turbine Potsdam et du Volkspolizei Potsdam.
Le 19 mai 1957, Manfred Preußger établit un record européen au saut à la perche dans ce stade avec un saut de 4,52 m.
Le stade est également une des étapes de la course de la Paix durant plusieurs années, alors une des courses cyclistes amateur les plus importantes du monde.
Dans les années 1980, l'installation sportive est modernisée pour la dernière fois pour la somme d'environ 2 millions de DDM.
Le stade a également accueilli à plusieurs reprises des événements non sportifs tels que des concerts et des festivals folkloriques.
Dans la perspective du Salon fédéral de l'horticulture de 2001 à Potsdam et de la reconstruction prévue du grand jardin de la ville, le stade Thälmann est démoli au bout de 50 ans d'utilisation en 1999.

## Événements
- 19 mai 1957 : Record d'Europe de saut à la perche par Manfred Preußger
- 1966, 1970 et 1973 : Course de la Paix (cyclisme)